# 広瀬絣
広瀬絣（ひろせがすり）は、島根県安来市広瀬町（旧能義郡広瀬町）で製造されている絣。倉吉絣、弓浜絣とともに山陰の三絵絣の一つとされる。大柄の絵絣が特徴。

## 概要
文政年間に弓浜絣の影響で作られるようになった。
1824年に町医者の妻の長岡貞子が米子町（現・米子市）から染色の技術を広めたのを始まったとされており、広瀬藩の保護を受けた。同藩の絵師堀江友声の図案で織られたという。「広瀬の大柄、備後の中柄、久留米の小柄」と評された。
1962年には県の無形文化財に指定、1970年には伝承するために伝習所を設立、1985年には広瀬絣センターを設立した。